# フースケ
『フースケ』は手塚治虫によるナンセンス漫画シリーズ、およびその主人公の通称である。
『サイテイ招待席』の題名で、『週刊漫画サンデー』1969年（昭和44年）10月1日号から1970年（昭和45年）4月15日号まで、月1回のペースで連載された。各回読み切りで全10話。連載時には「25頁一挙掲載 手塚治虫ワイド長編シリーズ」と銘打たれていた。続いて、主人公を同じくする時代ものの長編『フースケ風雲録』が5月20日号と6月20日号に掲載されたが、2回のみで中断された。
1976年（昭和51年）、奇想天外文庫（奇想天外社）に収録される際に『フースケ』というシリーズタイトルがつけられた。以後の手塚治虫漫画全集（講談社）版などもこれを踏襲している。
「大人漫画」の手法で描かれた作品の一つで、平凡な冴えない青年、フースケを主人公とする一話完結の連作であり、各エピソードに相互のつながりはない。不条理な異常事態に巻き込まれたフースケが右往左往する、というのが基本的なパターンとなっている。手塚は、こうした、平凡な人物が異常な状況に巻き込まれる、という設定のナンセンス漫画を、「シチュエーション＝コミック」と呼んでいる。

## キャラクターとしてのフースケ
本名は下村風介（しもむら ふうすけ）。三頭身で、背が低く痩せた貧相な体形と、目と鼻の間が長く、上下に間延びした下膨れの顔が特徴の、冴えない青年。設定はエピソードにより異なるが、基本的には平凡で貧乏な独身サラリーマンの役柄を演じることが多い。手塚によれば「ボンクラで、グウタラで、ピエロで、あたりまえの人間」「ちよっぴりぬけていて、なにかわけのわからないことがおきたら、オタオタ、ウロウロ、オロオロするような人物」として設定されたキャラクター。
モデルは手塚のアシスタントであった下村進で、フーテンみたいな男ということから「フースケ」というあだ名があり、本人も「下村風介」という筆名を用いていた。

## 初出一覧

### サイテイ招待席
1. ペックス ばんざい（『週刊漫画サンデー』1969年10月1日号）
2. 占性術入門（1969年10月22日号）
3. 月に吠える女たち（1969年11月22日号）
4. 怪談雪隠館（1969年12月3日号）
5. くるします・いぶ（1969年12月31日号）
6. 敷金ナシ!（1970年1月21日号）
7. 2.11事件（1970年2月11日号）
8. 無能商事株式会社（1970年3月4日号）
9. げてもの（1970年3月25日号）
10. どんけつ紳士（1970年4月15日号）

第4話「怪談雪隠館」は主人公がフースケではなく手塚治虫であるため、「フースケ」シリーズとしては扱われていない。また、第7話「2.11事件」は、『手塚治虫漫画全集』以後は長らく単行本に再録されていなかったが、2023年12月刊の『手塚治虫大人漫画大全』（国書刊行会）に再録された。

### フースケ風雲録
1. 荒神山のフースケ（『週刊漫画サンデー』1970年5月20日号）
2. 新選組のフースケ（1970年6月20日号）

上記2作品はいずれも幕末が舞台で、物語としてつながっており、単行本では1話として扱われている。

### 上記以外のフースケ主演作品
手塚治虫文庫全集版『フースケ』（BT-095、2010年刊）では、以下の3作品も「フースケ」シリーズに含めている。
- 巨人と玩具（『週刊漫画サンデー』1971年1月9・16日合併号）
- 出ていけッ!（『プレイコミック』1972年1月8日号）
- 狐聊（『小説サンデー毎日』1972年4月号）

「巨人と玩具」「狐聊」は手塚治虫漫画全集版『フースケ』でもシリーズに含まれていたが、「出ていけッ!」は『大地の顔役バギ』（MT-321、1993年刊）に収録されていた。また、「出ていけッ!」はシリーズでは唯一、タッチが大人漫画ではなく青年漫画調になっている。
フースケが主役をつとめる作品には、このほかに以下の2作品がある。
- 大松右京のラプソディ（『週刊漫画サンデー』1973年8月15日号）
- 人身御供（『ビッグコミック』1976年8月1日増刊号）

この2作品は初出以後長年にわたり単行本に再録されずにいたが、2019年11月刊行の『ばるぼら オリジナル版』（小学館クリエイティブ）に初めて再録された。その後、『手塚治虫大人漫画大全』（国書刊行会、2023年）にも再録されている。

## あらすじ
作品発表順に記載する。
ペックス ばんざい
サラリーマンのフースケは、銀座の並木通り近くの路地裏で、人間のペニスにそっくりな姿をした奇妙な生物「ペックス」を発見する。ペックスはフースケになついてしまい、おまけに、女性の臀部にそっくりな姿をしたメスのペックスを連れてきてしまった。ペックスはゴミを集めて巣作りをする習性を持ち、毎晩交尾してはネズミ算式に繁殖する。ゴミ問題に悩む東京都衛生局と清掃局は、ゴミ掃除のためにペックスを都内にばらまく。ところが、ペックスの強烈なセックスを見慣れてしまった男女は不感症に陥り、セックス産業は壊滅してしまう。さらにペックスがゴミとして集めるものには、汚職の証拠まで含まれていた。そのため、悪徳政治家たちはペックスを害獣扱いし、駆除に乗り出す。
占性術入門
何をやっても失敗する不運なサラリーマン、フースケは、キャンプ中に、老人が倒れているのを助ける。老人はお礼として、フースケに娘を一晩貸し出す。ところが彼女は「屈伸流占性術」の免許皆伝で、セックスによって相手の運勢を見る能力を持っていた。彼女の前夫は、毎晩、翌日の運命を彼女に占わせていたが、ある日、占いに「死ぬ」と出たとたんに死んでしまったのだという。フースケは彼女と結婚し、その予言によって出世への道をつかんでゆく。さらにフースケは自分の一生分の運命を知ろうとするのだが、その占いは彼女の力をしても2、3日かかるものだった。
月に吠える女たち
万博会場で月の石を売り出したところ大人気となり、アポロが月の石をごっそり採取しまくった結果、月の光はこれまでよりも何倍も明るくなった。その結果、女たちは満月になると極端に興奮するようになる。最初の満月のときは性欲が増して男たちに襲いかかる程度だったが、次の満月のときには食欲も増し、ついには男たちを食べはじめた。その中で、なぜか一人だけ、女に襲われるどころか見向きもされない男がいた。フースケだった。
怪談雪隠館
漫画家・手塚治虫は、カンヅメという口実で温泉宿で羽根を伸ばそうとするが、雪に閉ざされた山中で遭難しかかり、怪しい民宿に泊まることになってしまう。その民宿の経営者は、チャールズ・アダムズの「おばけ一家」にそっくりの一家だった。テレビ中毒で客に対するサービスをまともにしようとしない一家のために、手塚はさんざんな目に遭う。
「サイテイ招待席」では唯一、フースケ以外の人物が主人公をつとめる作品で、フースケは端役として登場するだけである。『手塚治虫漫画全集』では MT-258 『雑巾と宝石』、『手塚治虫文庫全集』では BT-080 『ゴッドファーザーの息子』にそれぞれ収録。
くるします・いぶ
聖なる国の聖なる大学においても学園紛争の嵐が吹き荒れ、ゲバ学生サンタたちは、東京でろくでもないプレゼントをばらまきだす。フースケが贈られたのは、人のツケを追い回す馬「ツケウマ」であった。どこまでもつけ回すツケウマのせいで、ツケを全額払わされる羽目になり、困っていたフースケだったが、やがて有効な利用法を思いつく。競馬に出してツケのある騎手を追わせれば、必ず2着になることを利用して、競馬馬として出走させ、ひと儲けしようというのである。
敷金ナシ!
2階建てで家賃8千円、敷金・権利金なし、ガス・水道・風呂・暖房完備、という破格の貸家広告を目にして、思わず飛びついてしまったフースケだったが、当然ながらそこにはいわくがあった。子のない建築家が建てたこの家には女性の人格が宿っており、人間がトイレに入るのを嫌がって、トイレを決して使わせようとしないのである。気味悪がって借りるのを断ろうとしたフースケだったが、家の方がフースケを気に入って閉じ込めてしまう。
2.11事件
「日本」が建国される前の話。南の島を食い詰め、「一本国」に流れ着いた大国主（フースケ）は、ふとした勘違いから「一本国」の西の女王の側近になる。そのころ「一本国」の東と西は仲が悪く、ついに東の人間は適当なところへバリケードをつくって国を二分してしまい、かくてこの国は「二本」（日本）と呼ばれるようになった。東から亡命してきたイナバという娘から、東の情報を聞きつけた大国主は、西から東へ武器を密輸するとともに、ひそかに食料を買い占めて金もうけをたくらむ。
無能商事株式会社
無気力で、社内一の無能社員の烙印を押されているフースケ。その会社に、フースケに輪をかけて無能な男、南似茂千太郎が、ある会社から出向してくる。その男の胸には大きな「M」の字の刺青があった。同じころ、社長が「無能商事」という会社から膨大な量の缶詰を仕入れ始める。何か秘密があると疑ったフースケは、缶詰のしまってある倉庫に忍び込む。ところが、缶詰の中身はすべて空だった。
げてもの
名君として伝えられる丹波の国の殿様には、一つだけ欠点があった。無類のげてもの料理好きなのである。25年前に戦で苦労した際、虫や蛇、蛙などを口にしたことが忘れられず、いかもの食いの習慣がついてしまったのだ。あるとき、家臣の下村風介（フースケ）は殿様の宿直役を命じられるが、それは殿様のげてもの料理につき合わされる役柄だった。風介は、同僚から、料理をのどに通さないように口の中にはめる袋をもらってげてもの料理に挑むが、その袋をなくしてしまう。我慢してげてもの料理に付き合っているうち、風介は殿様に気に入られてしまった。
どんけつ紳士
大阪万国博を見学のために訪れたラーストビリ共和国大統領ドンケツ殿下は、母国でクーデターが起こったため失脚し、秘密警察に追われる身になってしまう。ドンケツは万博会場でたまたま出会ったフースケの下宿に無理やり押しかけ、亡命を宣言しただけでなく、自分の王妃13人、王子30人、王女7人をフースケの下宿に呼び寄せる。革命政府を承認した日本政府はドンケツを送還しようとするが、ドンケツは亡命政府の樹立を宣言、日本の機動隊と激戦を繰り広げる。
フースケ風雲録
時は幕末。有名になりたいという願望にとりつかれた百姓フースケは、吉良の仁吉が敵を斬りまくるのを目撃する。フースケは仁吉に子分にしてくれと頼み込むが、「〔子分に〕なりてえなら人間のひとりぐれえ殺してみろ!」と言われ、その言葉を真に受けて竹槍で仁吉本人を突き殺してしまう。次にフースケは清水次郎長一家のもとを訪れる。ところが、次郎長一家は同性愛者集団の上、麻理花（）という麻薬の中毒になっており、仁吉は一家に麻理花を届ける約束になっていたのだった。麻理花の行方をめぐり、次郎長一家と黒駒一家が荒神山で激突する。
ついで京に流れ着いたフースケは、吉良の仁吉を殺した男として腕前を認められ、新選組に入隊する。あるとき、隊士の永易が襲撃時に八百長を行っていたことが発覚し、隊規に従って切腹させられることになり、やけくそになった永易が共犯者を告発したため、多くの隊士が切腹させられることになった（プロ野球黒い霧事件のパロディ）。そのうちの一人の妻から夫の助命を頼まれたフースケは、同僚で人相書きの手塚に頼み込んで蝋人形のニセ首を作ってもらい、それを用いて介錯を偽装、夫婦を自分の田舎へと逃がす。ところが、今度はその話を聞きつけた山南敬助総長の内妻・明里が、夫の助命を頼み込んでくる。その代わりに自分の身体を任せてもいい、というのだ。これに味をしめたフースケは、次々とニセ首を作っては隊士たちを自分の田舎へと逃がし、代わりに隊士の妻たちに手を出し続けるが、ついに近藤勇局長に呼び出される。
巨人と玩具
新宿五丁目25番地の銀行脇にある「マドック」という店は、奇妙な「おとなのオモチャ」を扱っている店。そこでフースケは、店員から日本列島のミニチュアを見せられる。そこにはミニ人間が一億人住んでおり、客はミニ大臣に声をかけることで自由に操り、思い通りの政策を出すことができるのだった。最初のうちこそ当たり障りのない指示を出していたフースケだったが、あまり面白くならないので、店員にそそのかされてデタラメな指示を出し始める。
出ていけッ!
平凡な会社員フースケの下宿に、突然、裸体の若い男女が入り込んできて、勝手に生活を始めた。フースケは彼らの声は聞こえるが、彼らや彼らの持ち物を触ることはできず、彼らの方ではフースケを認識していないらしい。彼らの持っていた新聞を見たフースケは、その日付が10年後の1982年1月1日になっていることに気づく。何らかの事情で、フースケの部屋が10年後の世界とつながってしまったらしい。10年後の世界では全裸が流行しているのである。フースケはそのうち、女の方に恋をしてしまう。ところが男の方は財産と生命保険を目当てに、女を殺そうとしていた。事件を阻止しようとするフースケは、SFマニアの警察官からアドバイスをもらう。フースケが現在生きている彼女と結婚してしまえば、歴史が変わって殺人事件は起きなくなる、というのである。彼女の素性を突き止めようとするフースケだったが、次に男女が交わした会話は意外なものだった。
狐聊
燕の時代、建昌に迂闊（）という若者（フースケ）がいた。仕官を望んで洛陽にのぼったが、生来の怠け者ゆえに匹夫井（）に身を落としてしまう。ある日、山歩きをしていると、一匹の狐が罠にかかり、もう一匹の狐が罠を外そうとしているところに出くわす。迂闊は恩返しを期待して罠を外してやった。果たしてその夜、二匹の狐は女に化けて迂闊の家にやってくるが、彼女たちもまた生来の怠け者で貧乏なため、恩返しといっても身体で返すしかないのであった。色気より金銭欲の方が勝る迂闊は、彼女たちを利用して金儲けをしようとする。
大松右京のラプソディ
海辺の観光ホテルにやってきたフースケだが、超満員状態と待遇の悪さに嫌気がさし、近くの神社に潜り込んだところ、そこへ祭神であるイザナミノミコトが現れた。イザナミと一晩をともにしたフースケは、お礼に願い事をひとつかなえる、と言われて「土地が欲しい」と答える。すると、日本列島がたちまち激しい隆起を始める。小松左京『日本沈没』のパロディ。
人身御供
会社の大取引先であるマッキーロ社のネーチャン副社長の接待役に抜擢され、足が地に（文字通り）つかないほど浮かれるフースケ。だが、実はネーチャンは同性愛者であり、フースケはその人身御供にされたのだった。

## 単行本
- 『ペックスばんざい』実業之日本社〈ホリデー新書〉、1970年8月。 - 「ペックスばんざい」「占性術入門」「敷金ナシ!」「無能商事株式会社」「げてもの」「どんけつ紳士」収録。
- 『すっぽん物語』奇想天外社〈奇想天外文庫〉、1976年7月。 - 「怪談雪隠館」「巨人と玩具」「フースケ風雲録」「無能商事株式会社」「出ていけッ!」収録。シリーズ外の単発作品「すっぽん物語」「タイムマシンのみこと」「夜の客」も併録。
- 『フースケ』奇想天外社〈奇想天外文庫〉、1976年10月。 - 「ペックスばんざい」「月に吠える女たち」「げてもの」「くるします・いぶ」「どんけつ紳士」「占性術入門」「2.11事件」「敷金ナシ!」収録。
- 『フースケ』講談社〈手塚治虫漫画全集 MT-83〉、1979年11月。 - 「サイテイ招待席」シリーズのうち「怪談雪隠館」「2.11事件」を除く8本と「巨人と玩具」「フースケ風雲録」「狐聊」を収録。
- 『フースケ』文藝春秋〈文春文庫ビジュアル版〉、1995年10月。ISBN 4-16-811040-0 - 収録作品は手塚治虫漫画全集版と同じ。
- 『フースケ』講談社〈手塚治虫文庫全集 BT-095〉、2010年11月。ISBN 978-4-06-373795-0 - 手塚治虫漫画全集版に加え「出ていけッ!」を収録。シリーズ外の単発作品「タイムマシンのみこと」「品川心中」「すっぽん物語」「セクソダス」「負け女郎」「日付健忘線」「アポロはなぜ酔っ拂ったか」「やぶれかぶれ」「ヌーディアン列島」も併録。
- 『手塚治虫大人漫画大全』全2巻 国書刊行会、2023年12月。ISBN 978-4-336-07481-2 - 全作品収録。

### 外国語訳
- Osamu Tezuka, traduction et adaptation: Jacques Lalloz et Rodolphe Massé, L’homme qui aimait les fesses, Poitiers: Éd. FLBLB, 2012. ISBN 978-2-35761-047-7 - フランス語訳。手塚治虫文庫全集版に基づく。